# Placido Mandanici
Placido Mandanici (Barcellona Pozzo di Gotto, Messina, 3 de juliol de 1799 – Gènova, 6 de juny de 1852) fou un compositor italià. Estudià en el Conservatori de Palerm, i el 1820 ingressà en l'orquestra del Teatro Reggio Calàbria com a contrabaix, si bé el piano era el seu instrument favorit. Després estudià composició, i fou contractat per a compondre balls per als teatres Teatro San Carlo i Fondo, de Nàpols. Posteriorment passà a Milà, i es dedicà a l'ensenyança. Malgrat que el seu nom avui dia és força oblidat, fou molt popular a Itàlia durant la primera meitat del segle xix. Entre les seves nombroses composicions figuren:
- L'isola disabitata;
- Argene;
- Il marito di mia moglie;
- Gli amanti allà prova;
- Il segreto;
- Il rapimento;
- Griselda;
- Il buontempone della porta Ticinese;
- Maria degli Albizi.
- Diversos balls d'espectacle; algunes obres religioses i la cantata A Giocchino Rossini.